# Tiendas Peruanas
Tiendas Peruanas S.A. es una empresa del sector retail perteneciente al Grupo Intercorp encargada del rubro de los grandes almacenes. Fue lanzada como complemento a Supermercados Peruanos la cual se encarga de supermercados e hipermercados.

## Historia
A mediados de 2008 se iniciaron los rumores de que Interbank lanzaría una cadena de tiendas por departamento. Luego se creó la razón social Tiendas Peruanas S.A., cuyo gerente general fue inicialmente el mismo de Interseguro. Posteriormente Interbank contrató a Pablo Zimmerman para hacerse cargo de la empresa, quien había trabajado antes con la filial de Falabella en Colombia. Luego se confirmó que el nombre de la tienda por departamento a lanzar sería Oechsle, nombre de una tienda por departamento fundada en 1888 y que desapareció en 1993. Ahora, 16 años después, El Grupo Interbank la relanzaría para hacer de ésta su cadena de tiendas por departamento.

## Oechsle
La tienda departamental Oechsle ha sido relanzada para la campaña del Día de la Madre de 2009 con una tienda ubicada en el centro comercial Real Plaza Huancayo en la Ciudad de Huancayo, Junin. El 24 de septiembre se abre la primera tienda de Trujillo en el C.C. Real Plaza, el 8 de diciembre se inaugura la primera tienda en la capital, Lima en el centro comercial Real Plaza Centro Cívico, cerrando el año 2009 con 3 locales. En el 2010 se inaugura un nuevo local en Ica el 6 de mayo. La quinta tienda se inauguró en el C.C. Minka del Callao el 25 de junio en su formato Outlet.